# 270. pr. n. št.
270. pr. n. št. je tretje desetletje v 3. stoletju pr. n. št. med letoma 279 pr. n. št. in 270 pr. n. št.. 